# Bror Classon Rålamb
Bror Classon Rålamb, född 2 oktober 1668 i Stockholm, död 27 april 1734 i Vasa, var en svensk friherre, officer och författare.
Bror Classon Rålamb var halvbror till Åke Rålamb i fadern Claes Rålambs andra äktenskap. Han avsåg först att slå in på den juridiska banan och blev 1690 auskultant i Svea hovrätt, men ingick 1692 i militärtjänst. Han tjänstgjorde några år utrikes, men kom hem och blev Karl XII:s livdrabant. Efter att ha deltagit i de framgångsrika fälttågen blev han fången vid Poltava 1709 och fördes till Tobolsk i Sibirien och återfick friheten först efter fredsslutet 1721. Han utnämndes 1722 till överste med överstelöjtnants lön vid Västgöta-Dals regemente, blev 1727 chef för Adelsfanan och 1733 landshövding i Österbottens län.
De litterära intressen, som utmärkte flera medlemmar av släkten Rålamb, fanns även i hög grad hos honom. Bland flera skrifter av hans hand kan nämnas ett i handskrift efterlämnat franskt-latinskt-svenskt lexikon i fem folioband samt ett slags konversationslexikon, Alphabetiskt tidsfördrif.